# Paudritzsch
Paudritzsch ist ein Ortsteil der Stadt Leisnig im Landkreis Mittelsachsen. 1905 war der Ort noch selbständiger Gutsbezirk, später Ortsteil von Klosterbuch, seit 1965 gehört er zu Leisnig.

## Geschichte
1213 übertrug Burggraf Gerhard von Leisnig dem Kloster Buch die Vogtei in villam Buderoz und in allen von den Burggrafen übertragenen Besitzungen. Diese können allerdings nur erschlossen werden, da keine Stiftungsurkunde für das Kloster überliefert ist. 1215 bestätigte der Bischof von Meißen dem Kloster die Übertragung der Parochie Leisnig mit der Bestimmung, dass die Einkünfte aus villam Puduros dem Pfarrer von Leisnig vorbehalten sein sollen. Auch hier wird es noch als Dorf bezeichnet. 1217 wurde dem Kloster der Besitz des Berges bei Puderoz restituiert (siehe Minkwitz), und damit das gesamte Gebiet von Paudritzsch. Damit ist vermutlich der Eichberg gemeint. 1228 erscheint es in der päpstlichen Schutzurkunde von Gregor IX. als de Puderoz Grangia, war also inzwischen zur Grangie des Klosters geworden. 1309 übertrugen die Burggrafen von Leisnig dem Kloster das Gericht in der curia Buderaz. 1386 kaufte sich Kloster Buch von einem Zins frei, den es jährlich von seinen Grangien, u. a. zcu Puderaz an die Markgrafen von Meißen zu zahlen hatte. Der Grund der Abgabe wurde nicht genannt.
1545 musste der Rat der Stadt Leisnig für 1590 Gulden das Vorwerk kaufen. Da er aber nicht genug Geld dazu hatte, musste er dem Kurfürsten Johann Friedrich I. dafür das Dorf Zollschwitz überlassen. 1652 gelang es dem Rat, das Vorwerk wieder an den Kurfürsten zurückzugeben, gegen Erlass des schuldigen Abgaben. Seitdem war es Amts-Vorwerk, zeitweise auch Gestüt.
Der Ort war nach der Reformation nach Wendishain gepfarrt. 